# Phanolene sima
Phanolene sima är en mångfotingart som beskrevs av Chamberlin 1950. Phanolene sima ingår i släktet Phanolene och familjen Cambalopsidae. Inga underarter finns listade i Catalogue of Life.